# José Barreras Massó
José Barreras Massó (Vigo, 28 de febrero de 1867-Vigo, 29 de junio de 1950) fue un ingeniero, empresario y político gallego.

## Trayectoria
Perteneciente a una familia de industriales catalanes establecida en Vigo desde mediados del siglo XIX, creó astilleros (Hijos de J. Barreras), factorías de conservas y flotas pesqueras. Fue elegido diputado por el distrito de Redondela en las elecciones de 1920 frente a Luis de Zulueta y sufragó el periódico local Ecos del Distrito. Fundó la revista Industrias Pesqueras en 1927.